# ريتشي نورمان
ريتشي نورمان (بالإنجليزية: Richie Norman)‏ (5 سبتمبر 1935 بنيوكاسل أبون تاين في المملكة المتحدة - ) هو لاعب كرة قدم بريطاني في مركز الدفاع. لعب مع ليستر سيتي ونادي بيتربورو يونايتد ونادي بيرتن ألبيون وهوردن كوليري ولفير ‏.

## وصلات خارجية
- ريتشي نورمان على موقع قاعدة بيانات كرة القدم.إي يو (الإنجليزية)